# Аэропорт (платформа)
Аэропо́рт — остановочный пункт Лужского направления Октябрьской железной дороги в Московском районе Санкт-Петербурга на линии Санкт-Петербург — Луга. Расположен у места пересечения Пулковского шоссе, Кольцевой автомобильной дороги и скоростной трассы «Нева» на подъезде к международному аэропорту Пулково.

## Расположение
Вблизи платформы, кроме аэропорта, расположен Музей гражданской авиации.
Также рядом проходит «южная портовая ветвь», перегон Среднерогатская — Предпортовая, пересекая Пулковское шоссе по мосту. 

## Инфраструктура
У платформы располагается зал ожидания с кассами по продаже билетов. В 2007 году пешеходный переход через Пулковское шоссе сделан надземным. Также с платформы есть лестничный спуск к Пулковскому шоссе. У платформы расположены автобусные остановки городских и пригородных маршрутов.

## Доступность
На платформе останавливаются скоростные поезда дальнего следования «Ласточка» (Санкт-Петербург — Псков) и все пригородные электропоезда, следующие с Балтийского вокзала, кроме электропоездов повышенной комфортности.
Вопреки названию, платформу затруднительно использовать для попадания в аэропорт в качестве обычного авиапассажира. Современный терминал «Пулково-1» находится на значительном отдалении вне пешей доступности. В пределах условной пешей доступности (примерно 1,2 км) находится старый терминал «Пулково-2», который в современных условиях не обслуживает обычные пассажирские рейсы. Попадание в «Пулково-1» возможно при посадке в автобусы, следующие транзитом по Пулковскому шоссе от традиционных точек посадки, прежде всего маршрута  № 39 от метро «Московская», делающего остановку у платформы.

## История
До 1967 года, когда была разобрана Варшавская ветка, пассажиров обслуживала находившаяся неподалёку станция Шоссейная, по которой изначально был назван и аэропорт «Пулково» (он назывался «Шоссейная» с 1932 по 1973 гг.). В том же году через остановочный пункт прошла электрификация в составе участка Ленинград-Варшавский - Гатчина-Варшавская. После ликвидации Варшавской ветки пассажиров стала обслуживать платформа «Аэропорт», устроенная на соединении с Балтийской веткой, станция Шоссейная сместилась к югу и стала выполнять преимущественно грузовые функции.